# Réserve de Lésio-Louna
La réserve de Lésio-Louna est une réserve naturelle de faune de la république du Congo établie le 28 décembre 1993.
La réserve naturelle est située au nord de Brazzaville et est vouée à la protection des gorilles sur une superficie de 173 000  hectares,,.
La réserve est couverte par une mosaïque de savane et forêts galeries abritant notamment des hippopotames, buffles, cercopithèques de Brazza, sitatungas, perroquets gris du Congo, crocodiles, Distichodus, Grewia, orchidées, etc.
Par décret présidentiel en 1999, elle a reçu le statut de réserve naturelle,.